# Tiếng Takua
Tiếng Takua  hay tiếng Langya là một ngôn ngữ thuộc ngôn ngữ hệ Nam Á được sử dụng bởi người Takua sống ở vùng núi của tỉnh Quảng Nam và Quảng Ngãi.